# Manuel Comba do Congo
Manuel Comba (Manuel Nkomba) foi o manicongo (rei) do Reino do Congo entre 1910 e 1911, sendo vassalo de Portugal e nunca assumindo poderes reais devido a sua rápida deposição.

## Biografia
Com a morte de Pedro VII, seu herdeiro legitimo, seguindo as tradições matrilineares do Congo, era Manuel Fernandes Comba de 21 anos. Ao contrário dos batistas, os católicos estavam prontos para aceita-lo como rei. Entretanto, o herdeiro legitimo Pedro Lelo se retido em Luanda. O tio deste, Pedro Calandera, apoiado pelos batistas, desejava seu regresso para que pudesse desempenhar um papel político com seu sobrinho. Manuel Comba foi retirado da disputa do trono após a chegada de Manuel Martins Quidito, que é nomeado rei como Manuel III. 

O fato de nunca ter sido coroado o exclui do título de Manuel III, embora seja listado em algumas listas de soberanos do Congo.